# Carne de ballena
La carne de ballena, en términos generales, puede incluir todos los cetáceos (ballenas, delfines, marsopas) y todas las partes del animal: músculo (carne), órganos (despojos), piel (muktuk) y grasa (grasa de ballena). Hay relativamente poca demanda, en comparación con el ganado de granja, y la caza de ballenas comercial, que ha enfrentado oposición durante décadas, continúa hoy en muy pocos países (principalmente Islandia, Japón, Noruega), aunque la carne de ballena solía consumirse en Europa occidental y Estados Unidos colonial. Sin embargo, dondequiera que exista la caza de delfines y la caza de ballenas aborígenes, los mamíferos marinos se comen localmente como parte de la economía de subsistencia: en las Islas Feroe, en el Ártico circumpolar (los inuit en Canadá y Groenlandia, los pueblos relacionados en Alaska, el pueblo Chukchi de Siberia), otros pueblos indígenas de los Estados Unidos (incluido el pueblo Makah del noroeste del Pacífico), en San Vicente y las Granadinas (principalmente en la isla de Bequia), en un par de aldeas de Indonesia y en ciertas islas del Pacífico Sur.

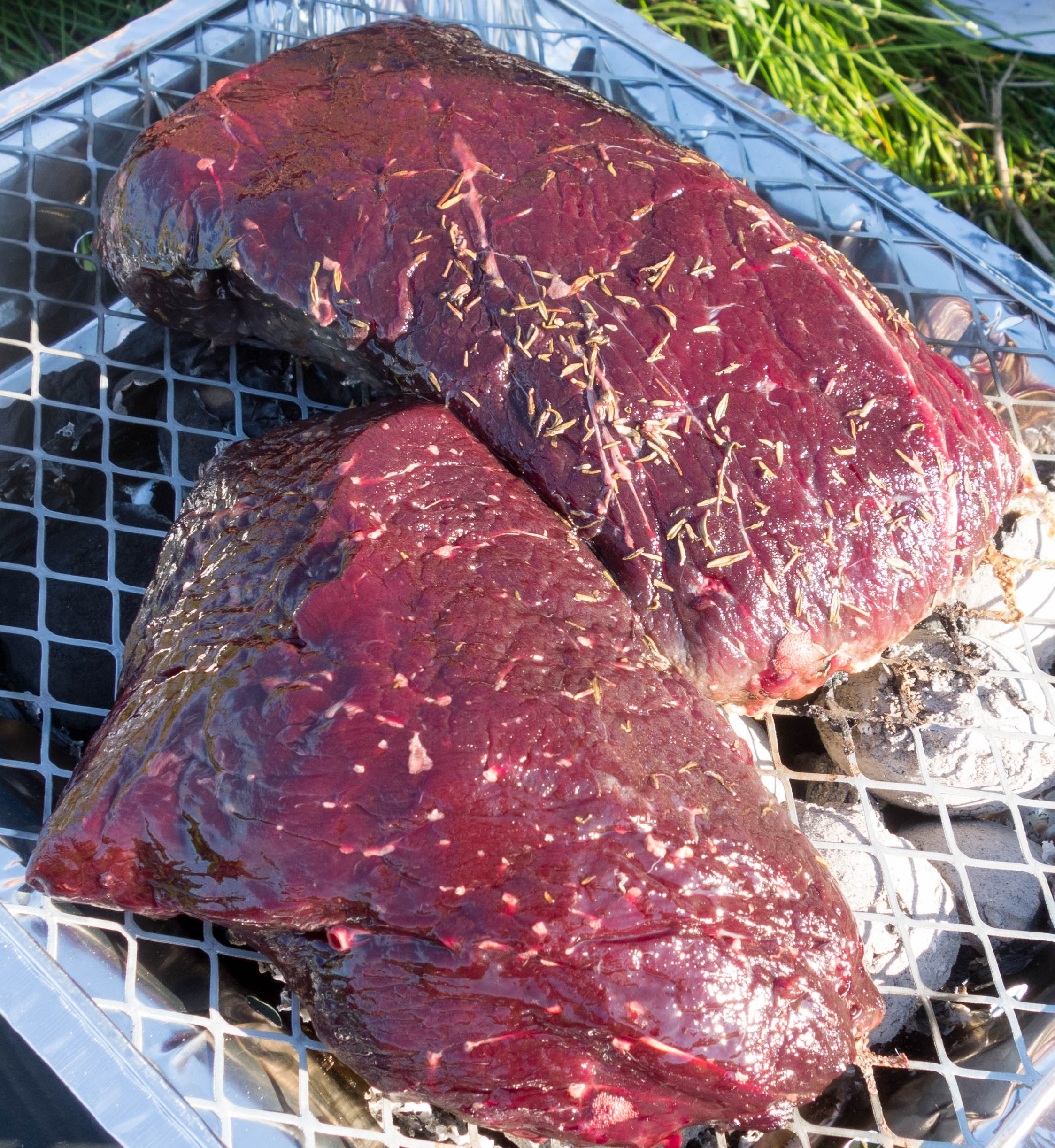
Carne cruda de ballena en Noruega

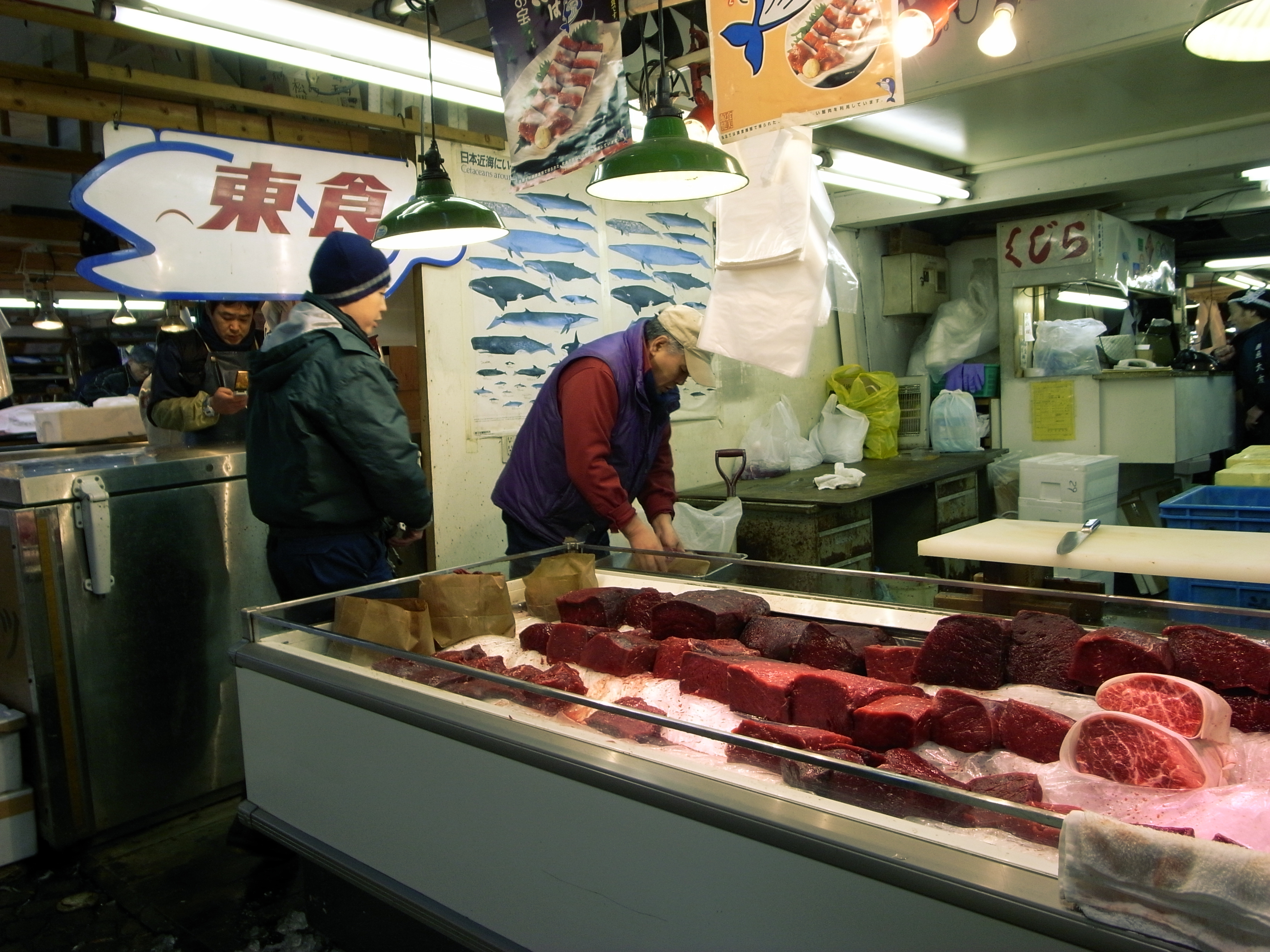
Carne de ballena a la venta en el mercado de pescado de Tsukiji en Tokio en 2008

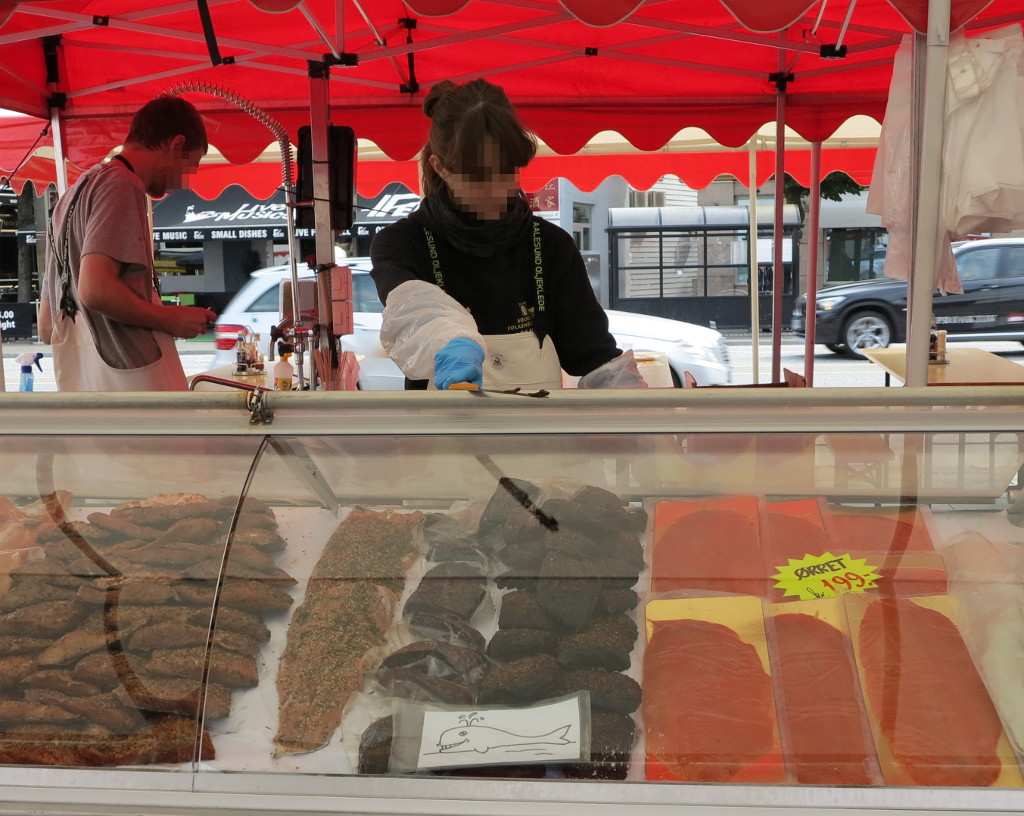
Carne de ballena a la venta en el mercado de pescado de Bergen, Noruega, en 2012

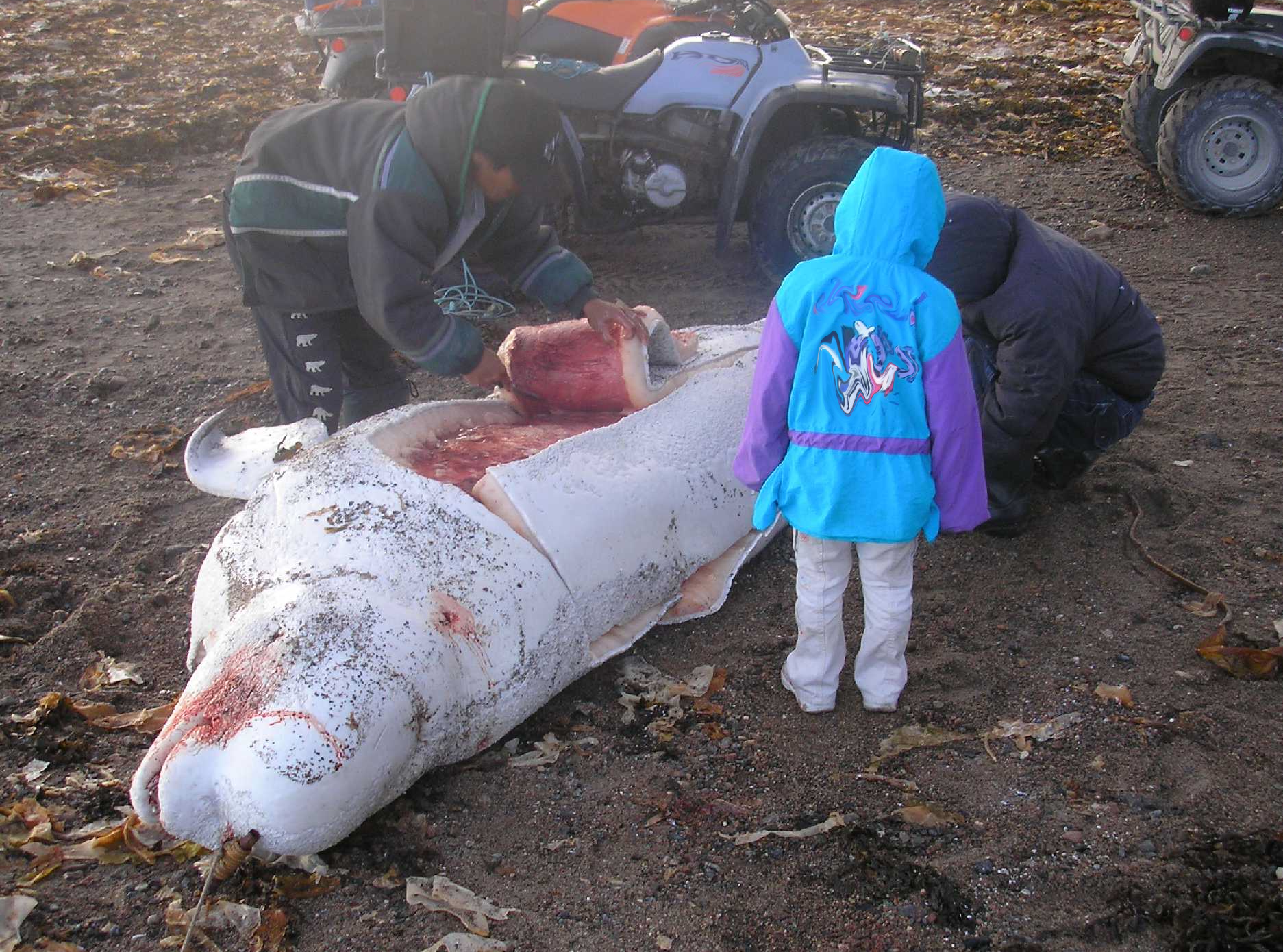
Una ballena beluga se depila por su muktuk, que es una fuente importante de vitamina C en la dieta de algunos inuit.

Al igual que la carne de caballo, para algunas culturas la carne de ballena es un tabú o un alimento de último recurso, por ejemplo en tiempos de guerra, mientras que en otros es un manjar y un centro culinario. Los grupos indígenas sostienen que la carne de ballena representa su supervivencia cultural. Su consumo ha sido denunciado por detractores por motivos de conservación de la vida silvestre, toxicidad (especialmente mercurio) y derechos de los animales.
La carne de ballena se puede preparar de varias formas, incluido el curado con sal, lo que significa que el consumo no está necesariamente restringido a las comunidades costeras.

## Historia

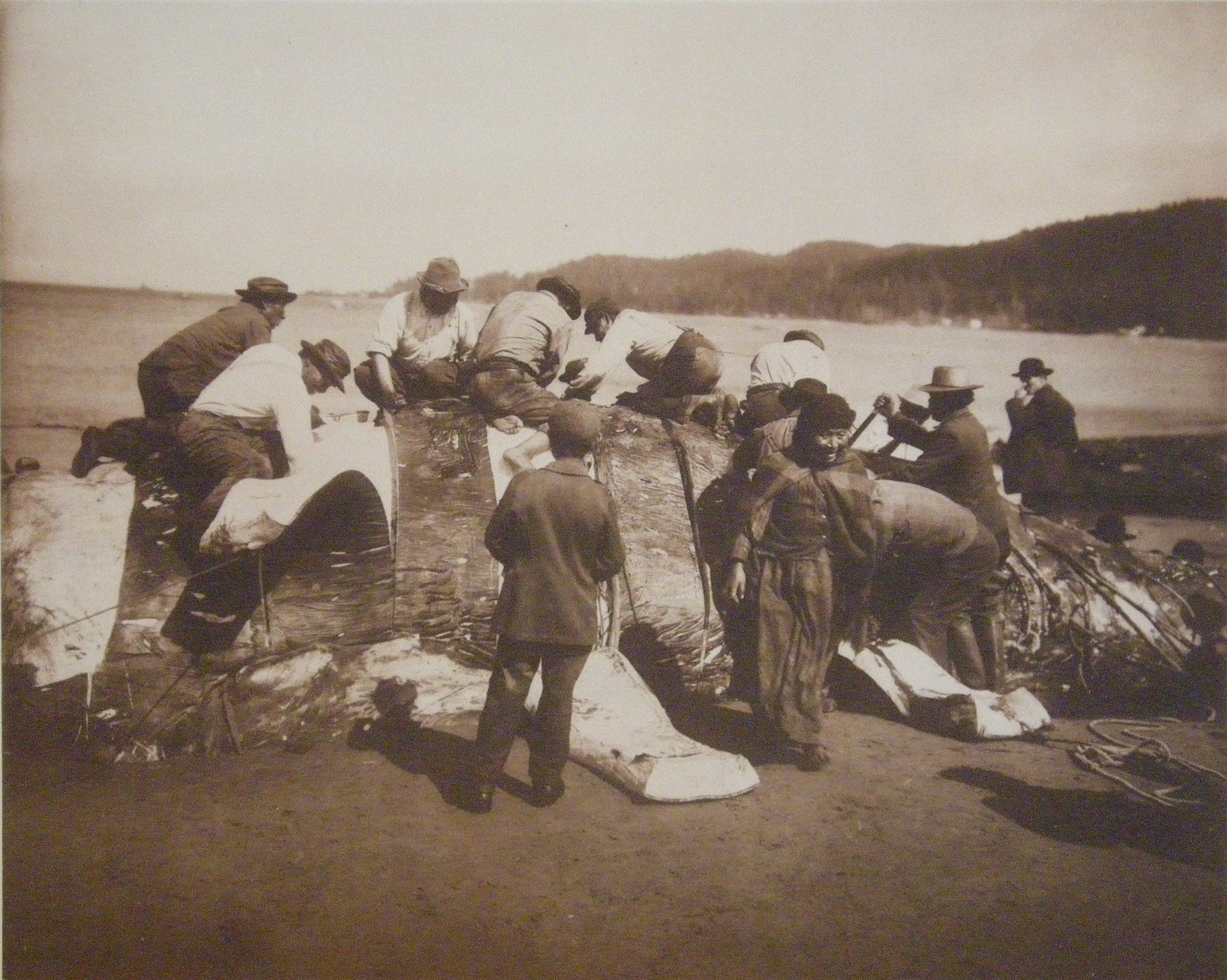
Balleneros nativos americanos quitando tiras de carne de un cadáver de ballena en Neah Bay, Washington, 1910.

Las ballenas fueron cazadas en aguas europeas durante la Edad Media por su carne y aceite. Bajo el catolicismo, las criaturas acuáticas generalmente se consideraban "peces", por lo que se consideraba que las ballenas eran aptas para consumo durante la Cuaresma y otros "períodos de escasez". Una explicación alternativa es que la Iglesia consideraba que la "carne caliente" aumentaba la libido, haciéndola inadecuada para los días santos. Las partes sumergidas en agua, como las colas de ballena o castor, se consideraban "embutidos". Ver Ayuno y abstinencia en la Iglesia Católica.
Comer carne de ballena no terminó con la Edad Media en Europa, sino que la población de ballenas en los océanos cercanos colapsó debido a la sobreexplotación, especialmente las ballenas francas alrededor del Golfo de Vizcaya. Por lo tanto, los balleneros europeos (los vascos, especialmente, eran conocidos por su experiencia) tuvieron que dirigirse al Nuevo Mundo para capturar ballenas. Los holandeses (flamencos) también participaron activamente en el comercio de ballenas durante la Edad Media, y varios registros sobre el tráfico de carne de ballena y los impuestos sobre ella se producen en la Flandes histórica (que se extiende a ciudades como Arras o Calais en el departamento de Paso de Calais).
El cirujano francés Ambroise Paré (fallecido en 1590) escribió que "la carne no tiene valor, pero la lengua es suave y deliciosa y, por lo tanto, salada; al igual que la grasa, que se distribuye en muchas provincias y se come con guisantes durante la Cuaresma". Esta grasa, conocida como craspois o manteca de carême era alimento para los estratos más pobres del continente. La industria ballenera en América del Norte puede haber suministrado grasa extraída, en parte para el consumo en Europa.
En los primeros años de Estados Unidos, los balleneros pueden haber comido grasa después de la extracción, que denominaron "chicharrones" o "buñuelos", que se dice que son crujientes como tostadas; estos ciertamente se reutilizaron como chips de combustible para hervir la grasa. En los Estados Unidos durante la colonia también se consumía más comúnmente la carne y otras porciones del "pez negro" (o ballena piloto). Sin embargo, al comienzo de la caza comercial de ballenas a gran escala, la carne de ballena no era consumida por el público estadounidense en general, ya que no se consideraba apta para el consumo de los llamados pueblos civilizados.

## Especies cazadas
La ballena minke es una de las especies más comunes que todavía se caza en cantidades sustanciales. Por su parte las ballenas barbadas están en peligro, aunque son capturadas en gran número por pueblos indígenas que tradicionalmente las cazan, y más recientemente, las naciones balleneras han reanudado la caza de ballenas barbadas más grandes abiertamente.
En 1998-1999, los investigadores de Harvard publicaron sus identificaciones de ADN de muestras de carne de ballena que obtuvieron en el mercado japonés, y encontraron que entre las presuntamente legales (es decir, la carne de ballena minke) había una proporción considerable de carnes de delfines y marsopas, y casos de especies en peligro de extinción como la ballena de aleta y la ballena jorobada. (El ADN de la ballena azul también se detectó en el estudio, pero los investigadores han atribuido esos hallazgos al mestizaje con ballenas de aleta, y esa opinión se ha reforzado desde entonces).
En los últimos años, Japón ha reanudado la captura de ballenas de aleta del Pacífico norte y ballenas sei en su investigación de caza de ballenas. Las ballenas de aleta son muy deseadas porque pueden decirse que producen la mejor calidad de carne de cola (onomi). Los barcos de investigación japoneses se refieren a la carne de ballena recolectada como subproductos incidentales que han resultado del estudio.
En Japón, la carne de ballena de investigación se vendió a precios publicados oficialmente, pero desde 2011 se ha adoptado un sistema de subasta y los precios reales realizados no se han publicado.
| Corte de carne de ballena para la venta                            | 1998 (ballena minke) precios oficiales (convertido a yenes/kg) | 2011 (ballena de Bryde) precio de referencia para pujar (yenes/kg) |
| ------------------------------------------------------------------ | -------------------------------------------------------------- | ------------------------------------------------------------------ |
| Selección especial de carnes rojas                                 | n/a                                                            | 7000                                                               |
| Carne roja de grado especial                                       | 4640                                                           | 4500                                                               |
| Carne roja de primer grado                                         | 3270                                                           | 1700                                                               |
| Carne roja de segundo grado                                        | 140                                                            | n/a                                                                |
| Primer grado unesu (vientre de ballena barbada, usado para tocino) | 5860                                                           | 3000                                                               |
| Segundo grado unesu                                                | 4380                                                           | 2600                                                               |

Los canales a través de los cuales se venden cortes premium como la carne de cola de rorcual común permanecen opacos. Un informe de uno de los activistas de Greenpeace Japón que interceptó las entregas de paquetes de carne de ballena no fue más allá de la opinión de un restaurador de que se necesitarían conexiones con Nagatachō (es decir, el alto gobierno) para conseguirlo.

## Regiones
En lugares como Noruega, Islandia y Alaska, la carne de ballena se puede servir sin condimentos. Sin embargo, también se puede curar o marinar, o convertirla en cecina.

### Noruega
En Noruega, la carne de ballena era un alimento común y barato hasta la década de 1980. Se podía usar de muchas maneras, pero a menudo se cocinaba en una olla con tapa en un poco de agua para que se creara un caldo y luego era servida con papas y verduras, a menudo acompañada con flatbrød.

### Groenlandia
El consumo de carne de ballena por parte de los inuit en Groenlandia es parte de su cultura. Sin embargo, en 2010, los turistas también han comenzado a consumir carne de ballena. Una investigación de la Sociedad Para la Conservación de Ballenas y Delfines (SCBD) ha documentado la práctica de los mayoristas comerciales que encargan balleneros de subsistencia para satisfacer la demanda de los supermercados. Los productos de ballena en Groenlandia se venden en hoteles de 4 estrellas.

### Japón

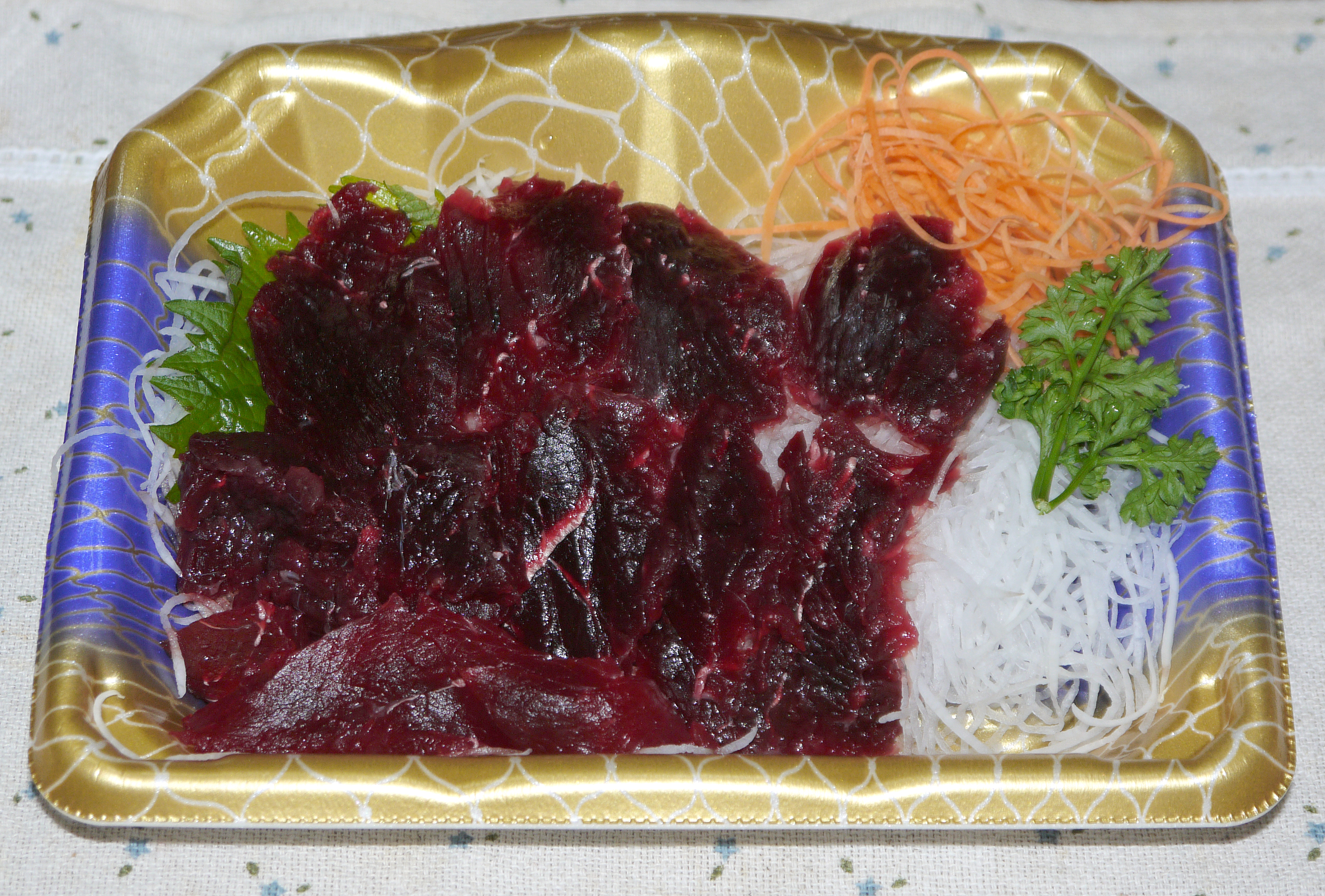
Sashimi de carne de ballena.

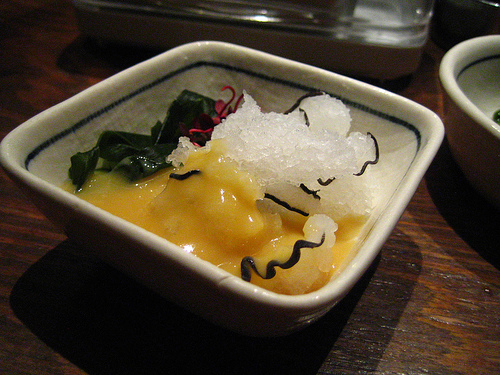
La carne de la aleta de la cola (oba) se corta en rodajas finas y se enjuaga (sarashi kujira). Se adereza con salsa de vinagre y miso.

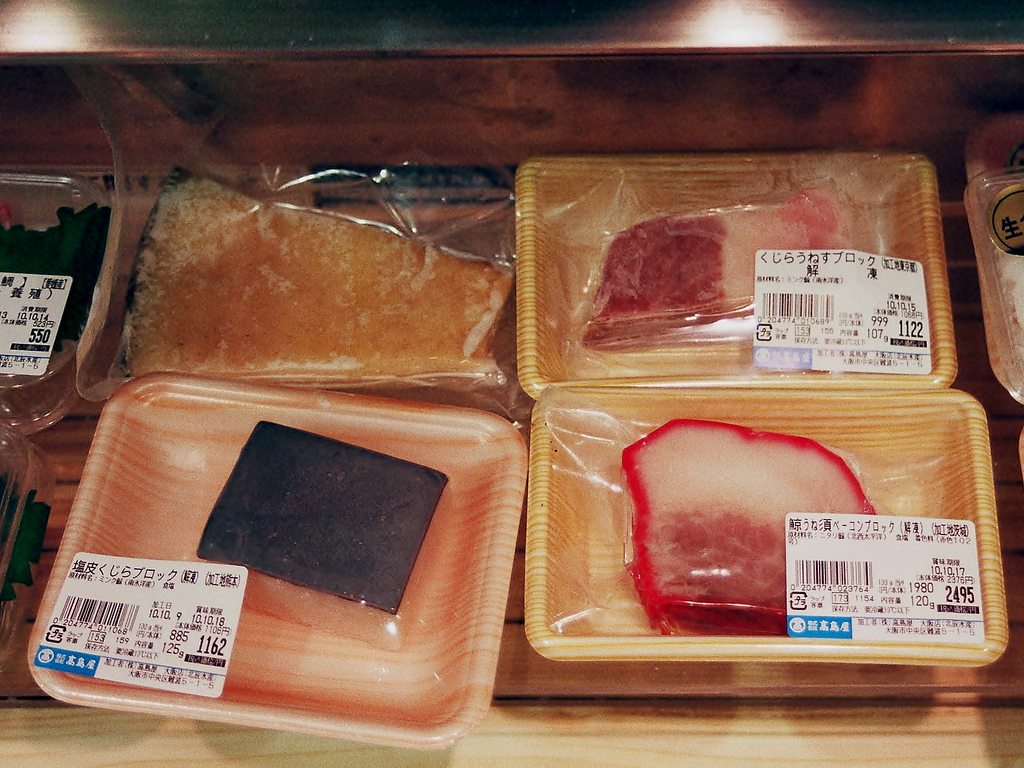
Tocino de ballena.

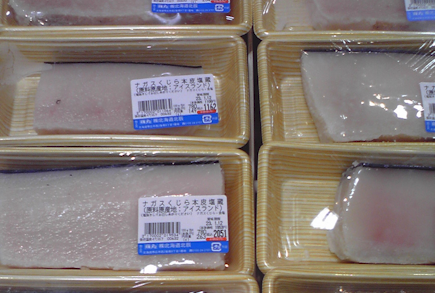
Carne de ballena de aleta islandesa a la venta en Japón en 2010.

Las ballenas se han cazado por su carne en Japón desde antes del 800 d. C. Después de la Segunda Guerra Mundial, debido al daño a la infraestructura de Japón, la carne de ballena se convirtió en una importante fuente de proteínas.
En el Japón actual, generalmente se crean dos cortes de carne de ballena: la carne del vientre y la carne de la cola. A principios del siglo XIX, se conocían 70 cortes diferentes. La gente todavía llama a los cortes de vientre y cola por sus nombres especiales de carne de ballena, y también, diferentes partes del cuerpo, como la lengua, conservan sus nombres en la jerga (ver más abajo). La carne de la cola no es la misma que la aleta de la cola (aleta de la cola), y tienen diferentes nombres.
Como se mencionó anteriormente, los diferentes cortes de carne de ballena tienen nombres especializados. La carne del vientre, en el vientre rayado como fuelle de las ballenas barbadas "desde la mandíbula inferior hasta el ombligo", se llama unesu (ウネス（畝須）) y es conocido por convertirse en tocino de ballena.
La preciada carne de la cola, llamada onomi (尾の身) u oniku (尾肉), son dos tiras de músculo que van desde la dorsal hasta la base de la platija. La carne de la cola se considera veteada y se come como sashimi o tataki. Incluso Masanori Hata (también conocido como Mutsugorō), un autor zoólogo y operador de refugios de animales, ha ensalzado la delicadeza de la carne de la cola. Sólo puede derivarse de ballenas barbadas más grandes, y la carne de la ballena de aleta se ha considerado superior. Cuando la prohibición de esta especie estaba en vigor y Japón aparentemente cumplió, lo que se decía que era una ballena de aleta genuina todavía estaba disponible y legitimado como bienes "con derechos adquiridos", es decir, existencias congeladas de animales capturados cuando aún eran legales. En el pasado, cuando todas las naciones aún realizaban la caza de ballenas azules, su aleta caudal se servía en Japón.
Las otras porciones están etiquetadas como magras o "carne roja" (赤肉, akaniku) y tienen precios mucho más bajos que la cola.
La aleta o aleta de la cola se conoce como oba (尾羽) u obake (尾羽毛). Después de curarlo en sal, se corta en rodajas finas, se escalda con agua caliente y se enjuaga, y se sirve como sarashi kujira (en la foto).
La lengua, llamada saezuri (さえずり) a menudo se procesa y se usa en oden de alta gama. La piel frita después de la grasa se llama koro, y es análogo a "buñuelo/crujido".
El artículo japonés bajo 鯨肉 proporciona una lista más extensa, que incluye los intestinos, los órganos sexuales y otros despojos.
- Harihari-nabe es un plato caliente, que consiste en carne de ballena hervida con mizuna.
- El sashimi de Abura-sunoko son capas de carne a rayas hechas de la raíz de las aletas.
- Udemono, consiste en tripas que han sido hervidas y cortadas.[25]

Algunos otros platos son: grasa en cubos ya la parrilla, ensaladas de cartílago y estofado de piel de ballena.
En 2006, en Japón, se vendían 5560 toneladas de carne de ballena por valor de 5500 millones de yenes cada año. El mercado japonés ha disminuido en los últimos años, y los precios cayeron a 26 dólares por kilogramo en 2004, 6 dólares por kilogramo menos que en 1999. La carne de trematoda puede venderse a más de 200 dólares el kilo, más de tres veces el precio de la carne de vientre.
Greenpeace ha alegado que parte de la carne a la venta es de origen ilegal. Han afirmado que ha sido contrabandeado ilegalmente de los miembros de la tripulación de los barcos de investigación y que se captura más carne de la que pueden consumir los humanos, y que hasta el 20% de la captura de 2004 no se vende.

### Comunidades nativas de Alaska
Durante miles de años, los nativos de Alaska del Ártico han dependido de la carne de ballena. La carne se extrae de cacerías legales y no comerciales que se realizan dos veces al año en primavera y otoño. La carne se almacena y se consume durante todo el invierno.
Tikiġaġmiut, Iñupiat que vive en la costa de Alaska, dividió su captura en 10 secciones. La cola grasosa, considerada la mejor parte, fue para el capitán del barco conquistador, mientras que las secciones menos deseadas fueron entregadas a su tripulación y otros que ayudaron con la matanza.
También se valora la piel y la grasa, conocida como muktuk, extraída de la cabeza de arco, beluga o narval, y se come cruda o cocida. Mikigaq es la carne de ballena fermentada.

### Islas Feroe
La caza de ballenas en las Islas Feroe en el Atlántico Norte se ha practicado desde aproximadamente la época de los primeros asentamientos nórdicos en las islas. Alrededor de 1000 ballenas piloto de aleta larga (Globicephala melaena) mueren anualmente, principalmente durante el verano. Las cacerías, llamadas "grindadráp" en feroés, se organizan a nivel comunitario.
Tanto la carne como la grasa se almacenan y preparan de diversas formas, incluido Tvøst og spik. Cuando está fresca, la carne a menudo se hierve. También se puede servir como bife (grindabúffur). Este plato consta de carne y grasa, que se sala y luego se hierve durante una hora, se sirve con patatas. La carne también se puede colgar para que se seque y luego servir en rodajas finas. En las fiestas, algunos optan por servir "kalt borð" (mesa fría), que significa una variedad de alimentos fríos, que pueden incluir carne de ballena seca, grasa seca o grasa que se conserva en agua con mucha sal, pescado seco, oveja seca carne, etc. Tradicionalmente, la carne de ballena se conservaba colgando piezas saladas (llamadas "likkjur") al aire libre bajo un techo para que se sequen al viento. Este método todavía se usa hoy, particularmente en las aldeas. En la actualidad, tanto la carne como la grasa también se pueden almacenar en congeladores.
En 2008, el director médico de las Islas Feroe, Høgni Debes Joensen, y Pál Weihe, del Departamento de Salud Pública y Ocupacional, recomendaron que las ballenas piloto ya no se consideren aptas para el consumo humano debido a la presencia de derivados del DDT, PCB y mercurio en la carne. Su recomendación se basó en investigaciones que sugerían una correlación entre la ingesta de mercurio y la alta tasa de enfermedad de Parkinson en las islas. Desde el 1 de junio de 2011, la Autoridad Alimentaria y Veterinaria de las Islas Feroe ha recomendado a los habitantes de las Islas Feroe que no coman el riñón o el hígado de los calderones, que no consuman más de una porción al mes y, en el caso de mujeres y niñas, que se abstengan de comer grasa si planean tener hijos y abstenerse de comer carne de ballena por completo si están amamantando, están embarazadas o planean concebir en los siguientes tres meses.

### Reino Unido
Durante la Segunda Guerra Mundial, el ministro de Alimentación británico introdujo el racionamiento de alimentos, pero permitió que la carne de ballena se distribuyera 'fuera de ración', es decir, sin restricciones. No era popular debido a que el olor mientras se cocinaba se consideraba "desagradable" y el sabor se consideraba "suave" incluso cuando se condimentaba.
Durante el período posterior a la Segunda Guerra Mundial, la carne de ballena en conserva estaba disponible como una alternativa no racionada a otras carnes. Vendida con el nombre de "whacon", la carne se describía como "carne de ballena en conserva sin su sabor a pescado" y era casi idéntica a la carne en conserva, excepto que "pardusco en lugar de rojo". El Ministerio de Alimentación destacó su alto valor nutricional.

## Toxicidad
Las pruebas han revelado que en la carne de ballena vendida en Japón, están presentes altos niveles de mercurio y otras toxinas. Un estudio de investigación realizado por Tetsuya Endo, Koichi Haraguchi y Masakatsu Sakata en la Universidad de Hokkaidō encontró altos niveles de mercurio en los órganos de las ballenas, particularmente en el hígado. Afirmaron que "la intoxicación aguda podría resultar de una sola ingestión" de hígado. El estudio encontró que las muestras de hígado a la venta en Japón contenían, en promedio, 370 microgramos de mercurio por gramo de carne, 900 veces el límite del gobierno. Los niveles detectados en riñones y pulmones fueron aproximadamente 100 veces más altos que el límite. Sin embargo, el efecto se debe al nivel trófico del animal más que a su tamaño. Esto significa que existe una diferencia significativa entre los niveles de mercurio en las ballenas dentadas y las ballenas barbadas, teniendo las primeras una concentración mucho mayor.
Un estudio realizado en niños de las Islas Feroe en el Atlántico Norte mostró problemas neurológicos derivados de las madres que consumen carne de ballena piloto durante el embarazo.

## Impacto medioambiental
La Alianza del Alto Norte con sede en Noruega, ha sugerido que la huella de carbono resultante de comer carne de ballena es sustancialmente menor que la de la carne de res. Greenpeace ha respondido que "la supervivencia de una especie es más importante que la reducción de las emisiones de gases de efecto invernadero por comerla". Muchas organizaciones, incluidas Greenpeace y la Sociedad de Conservación Pastor del Mar, han criticado el comercio de ballenas por la caza de especies en peligro de extinción. ya que los estudios han demostrado una disminución alarmante de las poblaciones de ballenas, lo que puede afectar significativamente a los océanos y sus cadenas alimenticias, por lo que puede afectar vidas en un futuro previsible.

## Esfuerzos contra la caza de ballenas
Grupos como la Sociedad de Conservación Pastor del Mar han intentado interrumpir la caza comercial de ballenas con diversos grados de éxito.

## Otras lecturas
- Mutsuko Ohnishi (1995), "Cocina de Ballenas de la Señora Ohnishi", Kodansha, ISBN 4-06-207579-2
- Zapatero, Nancy; Cipriano, F. (Apr 2005). «Carne de Ballena en la Historia Estadounidense». Historia Ambiental (Sociedad de Historia Forestal) 10 (2): 269-294. JSTOR 3986115. S2CID 143585456. doi:10.1093/envhis/10.2.269.